# Geoffrey Howe
Pour les articles homonymes, voir Howe.
Geoffrey Howe, baron Howe d'Aberavon, né le 20 décembre 1926 à Port Talbot (pays de Galles) et mort le 9 octobre 2015 à Idlicote (Warwickshire), est un homme politique britannique membre du Parti conservateur.

## Biographie
Né dans le Sud du pays de Galles, Geoffrey Howe se donne des origines écossaises, corniques et galloises. Fils d'un solliciteur, il fait ses études à l'université de Winchester, puis étudie le droit à Cambridge. À cette époque, il adhère au Bow Group, où se trouvent notamment Michael Heseltine et Michael Howard.
Geoffrey Howe est l’un des principaux artisans de la politique économique de Margaret Thatcher, d’abord dans l’opposition, puis au gouvernement. Il est le ministre le plus longtemps en fonction dans les divers gouvernements Thatcher, occupant successivement les fonctions de chancelier de l’Échiquier, de secrétaire aux Affaires étrangères, et enfin de leader de la Chambre des communes et vice-Premier ministre. Sa démission en novembre 1990 et sa sévère déclaration aux Communes contre la politique européenne de Margaret Thatcher provoquent une crise au sein du Parti conservateur qui se conclut par la chute de Thatcher elle-même trois semaines plus tard.
Le très honorable Geoffrey Howe est membre du Parlement de 1964 à 1992, successivement pour les circonscriptions de Bebington, dans le Merseyside, puis de Reigate et enfin d’East Surrey, dans le Surrey. Après avoir quitté les Communes en 1992, il est fait pair à vie avec le titre de « baron Howe d’Aberavon, de Tandridge dans le comté de Surrey », et siège à la Chambre des lords. Il est fait membre de l'ordre des compagnons d'honneur (CH) en 1996.
Le 8 avril 2013, peu de temps après l'annonce du décès de Margaret Thatcher, il revient sur son discours au moment de sa démission et minore son rôle dans la chute de la Première ministre : « Je ne l'attaquais pas. J'expliquais les raisons de cette démission… ça n'avait pas une vocation d'attaque. ». À l'époque, compte tenu de la teneur du discours, le Daily Mail avait titré « Sir Geoffrey, l'assassin ».
Il meurt à Idlicote (Warwickshire) le 9 octobre 2015, à l'âge de 88 ans.

## Vie privée
Il est marié à la femme politique Elspeth Howe.

## Dans la culture populaire
Geoffrey Howe est incarné par Anthony Stewart Head dans le film biographique La Dame de fer (2011), apparaissant comme le vice-premier ministre de confiance et de loyauté de Margaret Thatcher, cristallisant parfois sur lui les coups d'humeurs et les remontrances, qui le poussent à lui présenter sa démission, et à faire son discours aux Communes.